# Quero Te Encontrar
Quero Te Encontrar é um single da dupla brasileira de funk melody Claudinho & Buchecha, presente em seu segundo álbum de estúdio intitulado A Forma. Foi lançada para as rádios em 2 de agosto de 1997, sendo composta e produzida por Buchecha, integrante da dupla. Sua sonoridade é focada especialmente no funk melody, mesclado também elementos de música pop , tendo como temática principal o amor e suas dificuldades.

## Composição
A canção foi composta e produzida por Buchecha, integrante da dupla, inspirada em experiências próprias. A canção tem como temática o amor, explorando as dificuldades e conflitos quando se gosta de alguém, porém ficando tudo bem sempre no final. Sua sonoridade é focada especialmente no funk melody, mesclado também elementos de música pop.

## Recepção da crítica
O jornalista Silvio Essinger, da Clique Music da UOL, teceu boas críticas à canção, dizendo que ela tinha calibre para marcar mais um grande sucesso e estabelecia Claudinho & Buchecha como artistas de música pop.

## Lista de faixas
| CD single |                      |                |                               |         |  |
| N.º       | Título               | Compositor(es) | Produtor                      | Duração |  |
| 1.        | "Quero Te Encontrar" | Buchecha       | Memê                          | 3:20    |  |
| 2.        | "Conquista"          | Buchecha       | Victor Junior, Robson Leandro | 3:31    |  |
| 3.        | "Chance"             | Buchecha       | Memê                          | 4:12    |  |

## Videoclipe
O videoclipe se inicia com Claudinho & Buchecha correndo por um porto marítimo enquanto perdem o navio onde estão as garotas por quem estão apaixonados. Em uma nova cena a dupla embarca em um helicóptero, onde são mostrados por todo vídeo indo atrás de suas paixões. Alternadamente Buchecha cantando pelos corredores de um hotel, enquanto também troca caricias com sua parceira, sendo mostrado também em um grande iate em meio ao mar. Enquanto isso Claudinho aparece cantando sua parte dentro do helicóptero e em um estúdio repleto de caixas de som, onde está sentado em uma poltrona plástica transparente. Ainda há cenas dos dois em um grande gramado verde com suas namoradas e, posteriormente, junto com dançarinos perto de torres de transmissão. Do segundo refrão até o final do vídeo Claudinho & Buchecha aparecem coreografando a canção em um estúdio inteiro iluminado com seus dançarinos. Em um grande salão colorido várias pessoas começam a entrar e transforma-la em uma festa, onde a dupla acaba o clipe com suas parceiras.

## Versão de Kid Abelha
Quero Te Encontrar é um single da banda de pop rock brasileira Kid Abelha, presente em seu terceiro álbum ao vivo intitulado Acústico MTV - Kid Abelha, sendo também o segundo acústico. Foi lançada para as rádios no verão de 2003, tendo como sonoridade a música pop.

### Gravação e Desenvolvimento
Em 2002, a vocalista Paula Toller revelou que a banda pensou em desistir de gravar a canção, embora gostassem muito dela. O motivo explicado pela cantora foi que no mesmo dia que cantaram-na pela primeira vez, ao chegar no hotel, souberam da morte do intérprete Claudinho. Apesar do sentimento de perda que poderia causar nos fãs, a banda avaliou que a musicalidade estava acima de tudo.
| “ | A princípio, nós tínhamos desistido da ideia, porque a primeira vez que a gente experimentou esta música num show, quando a gente chegou no hotel, soubemos da morte do Claudinho. Depois vimos que a música estava acima de tudo | ” |

No mesmo ano, o Kid Abelha enfatizou que a ideia de gravar a canção teria vindo antes da morte de Claudinho, portanto não era uma homenagem ao cantor e sim um desejo pessoal da banda.
| “ | Era uma música que nós gostávamos muito, que queríamos cantar, porque achamos que combina com a gente. É uma música mais ou menos no estilo de Na Rua, na Chuva, na Fazenda, que gostaríamos de ter feito e que sabemos que podemos valorizar de uma outra forma. Nossa versão ficou mais melódica, mais cantada, porque a do Claudinho e Buchecha é mais dançante, com mais ênfase na batida. | ” |

### Recepção da crítica
O Jornal do Brasil declarou que a escolha da canção para o DVD foi inesperada e chocante ainda mais pela morte do intérprete original pouco antes, porém que foi uma grata surpresa assim como a regravação de "Baba", de Kelly Key. A Revista Época declarou que a canção era harmoniosa, dizendo que a produção ao vivo trazia "um arranjo black tie, com quarteto de cordas e um solo de trompete com surdina de Jefferson Victor.".

## Outras versões
Em 2011, o rapper brasileiro Emicida realizou um mashup da faixa junto com sua canção "Vou Buscar Minha Fulô", apresentando-a em diversos shows. A nova versão trazia as estrofes da faixa do cantor com o refrão de "Quero Te Encontrar", sendo captada esta versão ao vivo e liberada para diversos websites. Uma regravação também foi incluída na trilha sonora da nova adaptação do SBT da novela Chiquititas, baseada no original de mesmo nome. A canção é interpretada pela cantora Giseli Soares.

## Prêmios e indicações
| Ano  | Prêmio                 | Versão               | Categoria            | Resultado |
| ---- | ---------------------- | -------------------- | -------------------- | --------- |
| 1998 | MTV Video Music Brasil | Claudinho & Buchecha | Escolha da Audiência | Indicado  |